# قطعنامه ۱۲۴۱ شورای امنیت
قطعنامه ۱۲۴۱ شورای امنیت سازمان ملل متحد که در تاریخ ۱۹ مه ۱۹۹۹ تصویب شد، سندی بین‌المللی دربارهٔ دادگاه بین‌المللی برای رواندا است. این قطعنامه طی نشست ۴۰۰۶ام با ۱۵ رای موافق، ۰ مخالف و ۰ ممتنع تصویب شد.